# Akregator
Akregator — програма-агрегатор для вільно поширюваного робочого оточення KDE. Підтримує як формат RSS, так і Atom. Отримувані стрічки новин можна сортувати по категоріях. Програма підтримує пошук у заголовках статей, періодичну перевірку новин; може бути інтегрований в менеджер особистої інформації Kontact.
Для проглядання статей використовується двигунець KHTML або будь-який зовнішній оглядач. 
Є можливість автоматичного архівування статей.
В KDE 3.4 Akregator входить до складу пакету kdepim.